# Dipsacus comosus
Dipsacus comosus é uma espécie de planta com flor pertencente à família Dipsacaceae. O The Plant List coloca o género onde está incluída esta espécie na família Caprifoliaceae. Trata-se de uma espécie hemicriptófita cujos habitats preferenciais são terrenos incultos e zonas ruderais, dando-se a sua floração entre Abril e Setembro.
A espécie foi descrita por Johann Centurius von Hoffmannsegg e Johann Heinrich Friedrich Link, tendo sido publicada em Fl. Portug. [Hoffmannsegg] 2: 81. [1820-1834].
Não se encontra protegida por legislação portuguesa ou da Comunidade Europeia.
Os seus nomes comuns são cardo-penteador, cardo-penteador-de-folhas-recortadas ou dipsaco-folhoso.

## Distribuição
Pode ser encontrada no Sul da Península Ibérica. Esta espécie ocorre em Portugal continental, não ocorrendo nos arquipélagos dos Açores e da Madeira.